# Lytocarpia striata
Lytocarpia striata är en nässeldjursart som beskrevs av Vervoort och Watson 2003. Lytocarpia striata ingår i släktet Lytocarpia och familjen Aglaopheniidae. Inga underarter finns listade i Catalogue of Life.